# Hemerobius atrifrons
Hemerobius atrifrons is een insect uit de familie van de bruine gaasvliegen (Hemerobiidae), die tot de orde netvleugeligen (Neuroptera) behoort. 
Hemerobius atrifrons is voor het eerst wetenschappelijk beschreven door McLachlan in 1868.